# Tatiana Ventôse
Tatiana Jarzabek, plus connue sous son pseudonyme Tatiana Ventôse, née le 24 février 1988 à Nancy, est une vidéaste web politique française. D'abord engagée à gauche au sein du Parti de gauche — allant jusqu'à être élue à la direction du mouvement de Jean-Luc Mélenchon — elle opère ensuite un revirement progressif vers l'extrême droite. Elle est principalement connue en tant qu'animatrice et cofondatrice du Fil d'actu ainsi que pour les analyses politiques qu'elle publie régulièrement sur sa propre chaîne YouTube.

## Biographie

### Jeunesse et formation
Tatiana Jarzabek naît à Nancy le 24 février 1988 et grandit entre Villerupt et Longwy en Meurthe-et-Moselle. Elle indique avoir été « élevée par [s]a grand-mère qui avait fui la dictature franquiste».
Après deux années de classe préparatoire littéraire, Tatiana Ventôse poursuit des études en anglais, en espagnol, en civilisations britannique et hispanique, ainsi qu’en métiers de l’enseignement, obtenant trois masters. À cette occasion, elle passe plusieurs années à l’étranger, comme étudiante Erasmus puis assistante de langue et enseignante de français en Angleterre. À son retour en France, elle s'inscrit au CAPES d'anglais, qu'elle obtient en 2014. Par la suite, elle enseigne en tant que professeure d’anglais en Seine-Saint-Denis,. Elle démissionne de l’Éducation nationale après deux ans,.
Elle a traduit en français le livre Podemos : Les leçons politiques de Game of Thrones de Pablo Iglesias.

### Parcours politique

#### Débuts à gauche
En 2012, Tatiana Ventôse rejoint le Parti de gauche. Le 5 juillet 2015, elle accède à sa direction grâce à son élection par le congrès de Villejuif en tant que secrétaire nationale,,, chargée des « nouvelles formes de communication, ». À la suite de désaccords politiques, elle quitte le parti six mois plus tard,. En 2016, après avoir cofondé Le Fil d'Actu l'année précédente, elle participe également à lancer le mouvement « On vaut mieux que ça » pour lutter contre la loi El Khomri et s'implique dans le mouvement Nuit debout. Fin novembre 2018, la vidéaste est présente aux côtés des Gilets jaunes. Elle fait également partie des vidéastes qui analysent le mouvement. Elle affirme en 2022 qu'elle fut « à 100 % avec le mouvement des ronds-points ».

#### Abstentionnisme et revirement vers l'extrême droite
Après son passage à gauche, Tatiana Ventôse opère ensuite progressivement une mue politique antisystème,, populiste, et souverainiste. Pour le professeur Quentin Gilliotte, ses positions deviennent « plus proches de celles de Zemmour ».
Le 31 janvier 2019, elle annonce son intention de se présenter aux élections européennes et lance le Mouvement V., dont le but est de « reconstruire la France », avec le youtubeur Greg Tabibian, proche de la « fachosphère » et aux propos complotistes,,,. Ils co-écrivent également un livre intitulé Jusqu'ici tout va (très) mal.
En juillet 2021, dans le reportage Génération abstention, France 24 observe que Tatiana Ventôse « rejette le clivage gauche-droite et considère que les vrais extrémistes sont les partis politiques pro-mondialisation ». Interviewée, Ventôse y déclare qu'elle est « abstentionniste ou [qu'elle] vote blanc depuis quelques années maintenant ». Cependant, lors de l'élection présidentielle de 2022, elle soutient la pré-candidature de Georges Kuzmanovic, fondateur du parti République souveraine issu d'une scission avec La France insoumise, qui n'obtient pas les parrainages nécessaires pour se présenter. Au second tour, elle appelle à voter pour la candidate d'extrême droite Marine Le Pen, au nom d'un « vote de classe ». Selon France Info, un an après cet appel, elle demeure « populaire chez les jeunes nationalistes ».
Tatiana Ventôse a donné un entretien dans le cadre du lancement de l'école des cadres du Rassemblement national en mars 2023,,. Lors des émeutes consécutives à la mort de Nahel Merzouk, elle estime dans une vidéo que les policiers devraient avoir l’autorisation de « tirer à vue » sur les émeutiers, et ce « sans avoir de retombées ». 
Libération la classe parmi les influenceurs d'extrême droite et selon le magazine Elle, Tatiana Ventôse fait partie des influenceuses françaises qui relaient un discours d'extrême droite. Selon les journalistes, bien qu'elle ne se reconnaisse pas dans les termes, « tout son champ lexical renvoie à la fachosphère »,.

### Parcours de vidéaste
En octobre 2015, Tatiana Ventôse fait partie d'une équipe d'une dizaine de jeunes — dont aucun n'est journaliste de formation — qui créent Le Fil d'Actu, un JT diffusé sur YouTube qui tente de « proposer une lecture différente de l'actualité, loin du flux d'informations en continu des chaînes [télévisées] »,, « l'anti-BFM TV ». 
En septembre 2017, elle participe au Frames festival à Avignon, où elle s'oppose, parmi d'autres vidéastes, au discours de Jean-François Cesarini, venu aborder la loi travail. Tatiana Ventôse reçoit un des « Prix éthique » de la part de l'association Anticor.
En 2019, Le Fil d'Actu compte 100 000 abonnés. La même année, Tatiana Ventôse fait partie du « top 5 des créatrices à découvrir en 2018 » mises en avant par YouTube pour la journée internationale des femmes.
En 2021, elle affirme dans Le Figaro refuser tout placement de produit dans ses vidéos et gagner entre 1 800 et 3 500 euros brut par mois. En mars 2022, le magazine Challenges la classe sixième d'un « top 10 des influenceurs politiques les plus populaires » avec 332 900 abonnés sur YouTube et Instagram.

## Critiques
Selon le politologue Philippe Corcuff, sa prise de position en faveur de Marine Le Pen contre Emmanuel Macron au second tour de l'élection présidentielle de 2022 s'intègre dans une « extrême droitisation des débats publics » et un confusionnisme politique entre gauche et extrême droite. Pour Antoine Bristielle, chercheur en science politique, elle s'inscrit également dans la part importante des extrémismes politiques parmi les influenceurs web.
Conspiracy Watch, jugeant qu'elle tient régulièrement des propos climatosceptiques, la mentionne dans un « tour d'horizon de la réinfosphère francophone [qui] ne serait pas complet sans une petite dose de climato-complotisme » ; en particulier, dans une vidéo sur YouTube, elle dénonce « les bobos du climat » qui, selon elle, « essaient de faire peur » avec le réchauffement climatique. Le journal L'Humanité estime qu'elle tient des propos complotistes et climatosceptiques dans une vidéo sans aucune donnée scientifique.
Libération la cite parmi les influenceurs d'extrême droite qui participent à une réécriture de l'Histoire menant à « une guerre d'usure contre la recherche scientifique dans le but de la décrédibiliser et pour imposer leur propre roman national ».
En novembre 2024, Les Surligneurs identifient une vidéo de Tatiana Ventôse comme étant à l'origine d'une rumeur sur les réseaux sociaux qui impute les inondations dans la région de Valence à la banque espagnole CaixaBank. Se basant sur une étude publiée par la banque et sur son financement d'un plan de développement du secteur agroalimentaire, elle conclut que « l’élite financière » veut « liquider tout ce qu’il y avait avant, le plus possible de petites exploitations et concentrer la terre entre des mains toujours moins nombreuses pour pouvoir augmenter les profits ». Sa théorie est reprise et amplifiée par le vidéaste complotiste Silvano Trotta, qui introduit l'idée d'une manipulation directe du climat. Or, selon les Surligneurs, « si on ne peut pas exclure que les inondations vont profiter aux gros acteurs économiques du secteur agricole, aucun élément factuel ne permet d’affirmer que la CaixaBank a œuvré pour créer des conditions propices à son enrichissement. L’origine climatique de cet événement a d’ailleurs été maintes fois prouvée. »

## Publications

### Auteure
- Collectif, #On vaut mieux que ça, Paris, Flammarion, 2016[38].
- Jusqu'ici, tout va (très) mal : antidote au chaos politique (coécrit avec Greg Tabibian), Plon, 2019 (ISBN 978-2259277181)[7],[2],[39].
- Il est venu le temps des producteurs, Le Fil d'Actu Éditions, 2024,  (ISBN 978-2-487560-00-0)[40],[41].

### Traductrice
- Pablo Iglesias Turrión, Podemos : Les leçons politiques de Game of Thrones, Paris, Post-éditions, 2015[5].